# Ossubtus
Genre
Espèce
Ossubtus est un genre de poissons téléostéens de la famille des Serrasalmidae et de l'ordre des Characiformes. Le genre Ossubtus est monotypique c'est-à-dire qu'il ne regroupe qu'une seule espèce, Ossubtus xinguense.

## Liste d'espèces
Selon FishBase (26 juin 2015) :
- Ossubtus xinguense Jégu, 1992

## Description
Ossubtus se distingue des autres Serrasalmidae par :
- l'inclinaison du neurocrâne à 45° par rapport à l'axe du corps alors qu'il est dans l'axe du corps chez les autres genres ;
- la position ventrale de la bouche alors qu'elle est terminale ou légèrement dirigée vers le haut chez les autres genres ;
- la présence de seulement quatre dents au dentaire alors qu'on en compte au moins cinq chez les autres genres.

## Étymologie
Le genre Ossubtus doit son nom au latin os, oris, « bouche », et stibtus, « en bas », et fait référence à la position de la bouche.  L'espèce est appelée xinguense en 
rappel au rio Xingu d'où elle est décrite.

## Publication originale
- Michel Jégu, « Ossubtus xinguense, nouveaux genre et espèce du Rio Xingu, Amazonie, Brésil (Teleostei: Serrasalmidae) », Ichthyological Exploration of Freshwaters, Verlag Dr. Friedrich Pfeil (d), vol. 3, no 3,‎ novembre 1992, p. 235-252 (ISSN 0936-9902, lire en ligne).